# Nereida

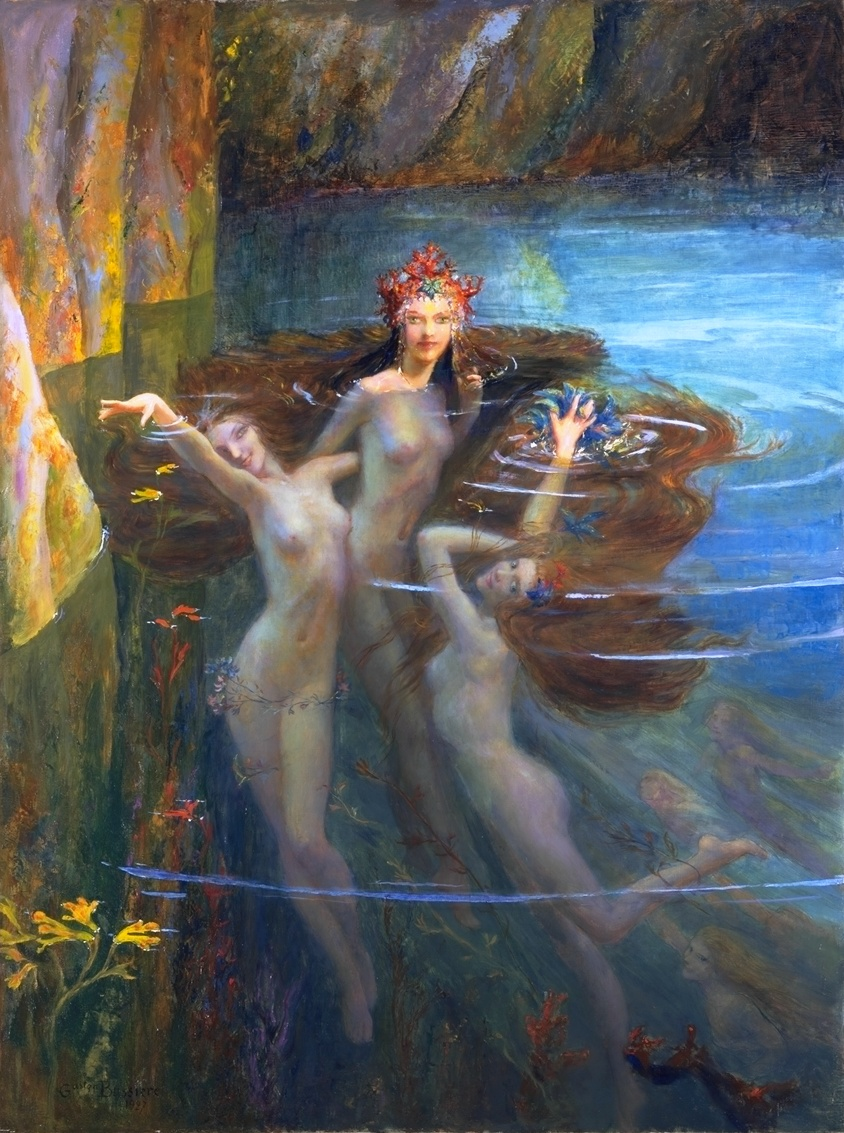
As Nereidas por Gaston Bussière, 1902

As nereidas ou nereides (em grego:  Νηρείδες ou Νηρηίδες; no singular, Νηρείς, translit. Nêrêís, ‘filha de Nereu’, de νέειν, translit. néein, "nadar") eram as cinquenta filhas (ou cem, segundo outros relatos) de Nereu e de Dóris. Nereu compartilhava com elas as águas do mar Egeu.
Nereu, um deus marinho mais antigo que Posidão, filho de Ponto, era descrito como um velho pacato, justo, benévolo e sábio que representava a calma e serenidade do mar. Já Dóris era filha de Oceano e de Tétis, sendo uma das três mil oceânides. As nereidas eram veneradas como ninfas do mar, gentis e generosas, sempre prontas a ajudar os marinheiros em perigo. Por sua beleza, as Nereidas também costumavam dominar os corações dos homens.
São representadas com longos cabelos, entrelaçados com pérolas. Caminham sobre golfinhos ou cavalos-marinhos. Trazem à mão ora um tridente, ora uma coroa, ora um galho de coral. Algumas vezes representam-nas metade mulheres, metade peixes.
O único relato onde elas prejudicam os mortais consta do mito de Andrômeda. Segundo o mito, elas exigiram o sacrifício de Andrômeda como punição pelo fato de Cassiopeia, mãe da jovem, ter alegado ser mais bela do que as Nereidas.
As nereidas são descritas como de "róseos braços" por Hesíodo.

## Nomes das nereidas
Hesíodo, na sua Teogonia, reporta 51 nomes, enquanto Homero, na Ilíada, cita 33 Nereides que, com sua irmã Tétis, se compadecem da dor de  Aquiles pela morte de Pátroclo. Segundo ambos, entretanto, elas eram cinquenta. Pseudo-Apolodoro, autor da Bibliotheca, fornece   45 nomes, enquanto Higino (século II), autor das Fabulae, faz uma lista de 49 nomes (de fato 48, considerando que há um nome repetido).
A lista a seguir reúne informações de quatro fontes: Pseudo-Apolodoro, Hesíodo, Homero e Higino. Por isso o número de nomes é maior que cinquenta.
1. Actaea
2. Agave
3. Amatia
4. Anfinome
5. Anfitoe
6. Anfitrite
7. Apseudes
8. Aretusa
9. Ásia
10. Autônoe
11. Beroe
12. Calianassa
13. Calianira
14. Calipso
15. Ceto
16. Clio
17. Climene
18. Cranto
19. Creneis
20. Cídipe
21. Cimo
22. Cimatolege
23. Cimódoce
24. Cimótoe
25. Deiopea
26. Dero
27. Dexamene
28. Dinamene
29. Dione
30. Dóris
31. Doto
32. Drimo
33. Dinamene
34. Eione
35. Efyra
36. Erato
37. Eucrante
38. Eudora
39. Eulimene
40. Eumolpe
41. Eunice
42. Eupompe
43. Eurídice
44. Evagore
45. Evarne
46. Ferusa
47. Filodoce
48. Galena
49. Galateia
50. Glaucia
51. Glauconome
52. Hália
53. Halimede
54. Hiponoe
55. Hipotoe
56. Iaera
57. Ianassa
58. Ianira
59. Ione
60. Laomedia
61. Leiagore
62. Leucotea
63. Ligea
64. Limnoria
65. Licórias
66. Lysianassa
67. Maera
68. Mélita
69. Menippe
70. Nausithoe
71. Nemertes
72. Neomeris
73. Nesaea
74. Neso
75. Opis
76. Orithyia
77. Panope
78. Panopeia
79. Pasítea
80. Plexaure
81. Ploto
82. Pontomedusa
83. Pontoporia
84. Poulunoe
85. Pronoe
86. Proto
87. Protomedia
88. Psâmate
89. Sao
90. Espeio
91. Tália
92. Temisto
93. Tétis
94. Toe
95. Tusa